# 巴伐利亞的瑪麗亞·安娜 (1551-1608)
巴伐利亞的瑪麗亞·安娜（德語：Maria Anna von Bayern，1551年3月21日—1608年4月29日），內奧地利大公夫人，巴伐利亞公爵阿爾布雷希特五世的女兒。

## 家庭
1571年，瑪麗亞·安娜與自己的舅舅、內奧地利大公卡爾二世結婚，兩人共有5子9女：
1. 安娜（1573年—1598年），波蘭與瑞典王后
2. 瑪麗亞·克里斯蒂娜（1574年—1621年），外西凡尼亞親王妃
3. 卡塔里娜·蕾娜塔（1576年—1599年）
4. 伊莉莎白（1577年—1586年），夭折
5. 斐迪南（1578年—1637年），神聖羅馬皇帝
6. 卡爾（1579年—1580年），夭折
7. 格蕾格麗亞·瑪克希米莉安妮（英语：Archduchess Gregoria Maximiliana of Austria）（1581年—1597年），早逝
8. 艾蕾諾爾（1582年—1620年）
9. 馬克西米利安·恩斯特（1583年—1616年）
10. 瑪格麗特（1584年—1611年），西班牙王后
11. 利奧波德（1586年—1632年）
12. 康斯坦絲（1588年—1631年），波蘭王后
13. 瑪麗亞·瑪格達列娜（1589年—1631年），托斯卡納大公夫人
14. 卡爾（1590年—1624年）